# Андезин
Андезин (англ. andesine, нем. Andesin) — минерал из группы плагиоклазов.
Минерал был найден и описан в 1841 году в руднике в департаменте Чоко в Колумбии. Название происходит от гор Анды в Южной Америке, связано с его обилием в андезитовых лавах в этих горах.

## Свойства
Член изоморфного ряда NaAlSi3O8 (альбит) — CaAl2Si2O8 (анортит), содержит 30—50 % анортитовой молекулы.
Цвет белый, сероватый, блеск стеклянный, излом неровный. Андезин в основном встречается в виде зернистых агрегатов и очень редко образует кристаллы столбчатой, толстотаблитчатой формы.
Плавится с трудом. В кислотах трудно растворим.

## Происхождение
Андезин является породообразующим минералом для многих интрузивных и эффузивных горных пород, но наиболее характерен для диоритов, андезитов, сиенитов и дацитов. Часто встречается совместно с кварцем, калиевым полевым шпатом, биотитом, роговой обманкой и магнетитом.

## Андезин в Энциклопедическом словаре Брокгауза и Ефрона
В начале XX века, в «Энциклопедическом словаре Брокгауза и Ефрона», этот минерал описывался следующим образом:
Андезин — минерал, относящийся к группе триклиноэдрических полевых шпатов (плагиоклазы), очень близкий к олигоклазу и установленный Абихом. А., содержащий 62 % — 55,5 % кремнекислоты, состоит из кремнекислоты, глинозема, натра и извести и по теории полевых шпатов Чермака представляет изоморфную смесь альбита с анортитом в такой пропорции, что на одну частицу анортита приходится от одной до трех частиц альбита (Ab3An1 — Ab1An1). Как составная часть горных пород он встречается в южно-американских и других андезитах, в диоритах, диабазах, базальтах, порфиритах, а также изредка в гранитах и сиенитах.

## Месторождения
Помимо Анд часто встречается во Франции, Италии, Германии, Японии, Финляндии, Чехии, России, США, Гренландии, ЮАР, в Криворожском железорудном бассейне.

## Применение
Используют для изготовления кислотоупорных керамических изделий. Мерцающие из-за включения чешуек гематита образцы (иногда с золотистым отливом — «солнечный камень») считаются полудрагоценными камнями. Ценится коллекционерами. Имеет значение для научных исследований при определении условий и степени метаморфизма горных пород.